# Károly Sándor Pallai
Károly Sándor Pallai (1986, Miskolc) é um oceanista, creolista, historiador da literatura, poeta, tradutor e editor húngaro.

## Biografia e obra
A sua adolescência foram marcadas por factos que o influenciariam posteriormente: tendo recebido uma educação na escola de jesuítas. O Inglês e francês tiveram grande destaque na sua vida, trabalhando com os idiomas.
Depois de deixar Liceu Jesuíta Fényi Gyula, Pallai foi educado na Universidade Eötvös Loránd onde obteve um M.A. em literatura francófona. Na universidade estudou francês, inglês, turca, otomana, russo e latim. Ele defendeu sua tese de doutorado consagrado as literaturas dos arquipélagos dos mares e oceanos (Caribe: Martinica, Guadalupe, Jamaica, Barbados, Porto Rico, Santa Lúcia, Haiti, oceano Índico: Seicheles e Oceania: Polinésia Francesa, Wallis e Futuna, Vanuatu)) com menção “Très honorable avec félicitations du jury” (a mais alta distinção acadêmica em um doutorado). Em 2016, recebeu um D.Phil com a maior honra e distinção.
É o fundador e o editor chefe da revisão eletrônica internacional da literatura, arte e teoria literária dos mares e oceanos Vents Alizés, e editor da revisão seichelense Sipay. É também o fundador e diretor da editora sem fins lucrativos Edisyon Losean Endyen.
Em 2013 recebe uma distinção ministerial do Ministério da Cultura das Seicheles em consideração os trabalhos realizados para o estudo e divulgação da literatura e cultura seichelense.
Como poeta, escreve e publica poemas em francês, inglês, espanhol, português, crioulo seichelense, romeno, turco, suaíli, tahitiano e húngaro, seus poemas foram publicados em numerosos países (Estados Unidos, França, Haiti, Irlanda, Inglaterra, Noruega, Dinamarca, Suiça, Tailândia, China, Canadá, Chile, Nigéria, Tahiti, Seicheles, Filipinas e Hungria).
É membro de vários sociedades científicas e literárias (Estados Unidos, Austrália, Maurícia, França, Países Baixos, Venezuela, Grécia, Tailândia. Em 2014, se eleiteu único membro húngaro da Sociedade Europeia dos Oceanistas.
É primeiro tradutor húngaro das numerosas línguas estrangeiras (Papiamento, Sranan, Saramacano, Aukan, Sarnami, Crioulo seichelense, Crioulo de Maurício, Crioulo haitiano e Taitiano).
A também análise as literaturas contemporâneas do Suriname, de Aruba, Curaçao, São Martinho (Países Baixos) e dos Países Baixos Caribenhos (Bonaire, Santo Eustáquio (Países Baixos), Saba).

## Prémios e condecorações
- 2016: Bolsa para Jovens Talentos de Nação - Programa Nacional dos Talentos
- 2016: Prémio literário Naji Naaman: Prêmio Gênio (Líbano)
- 2016: Prémio literário Szabó Lőrinc
- 2016: Programa Templeton Húngaro
- 2015: Bolsa para Jovens Talentos de Nação - Programa Nacional dos Talentos
- 2013: Distinção ministerial do Ministério da Cultura das Seicheles
- 2013: 50 Jovens Talentos Húngaros

## Monografias, obras teóricas
| Ano  | Título | Local | Editor                                                                                                 | Comprimento | ISBN              |
| ---- | --- | ----- | --- | ----------- | ----------------- |
| 2017 | Microlectures polynésiennes: Îles, consciences et identités dans la littérature contemporaine de la Polynésie française (literatura francofóna contemporánea de la Polinesia Francesa        | Pécs  | Departamento de Língua e Literatura Francesa, Universidade de Pécs (Acta Romanica Quinqueecclesiensis) | 232 p.      | 978-963-429-145-9 |
| 2017 | Mosaïque des océans: Idées, identités et enjeux dans les littératures contemporaines de la Caraïbe, de l'océan Indien et de l’Océanie (literatura do Caribe, do Oceano Índico e do Pacífico) | Pécs  | Departamento de Língua e Literatura Francesa, Universidade de Pécs (Acta Romanica Quinqueecclesiensis) | 228 p.      | 978-963-429-116-9 |
| 2017 | Subjectivités seychelloises: Identité et insularité dans la poésie seychelloise contemporaine (poesia das Seicheles)                                                                         | Pécs  | Departamento de Língua e Literatura Francesa, Universidade de Pécs (Acta Romanica Quinqueecclesiensis) | 113 p.      | 978-963-429-114-5 |

## Obras literárias
| Ano  | Título              | Local                 | Editor          | Comprimento | Gênero | ISBN              |
| ---- | ------------------- | --------------------- | --------------- | ----------- | ------ | ----------------- |
| 2013 | Liberty Limited     | Victoria (Seychelles) | Éditions Arthée | 133 p.      | Poesia | 978-99931-846-3-8 |
| 2013 | Mangeurs d'anémones | Victoria (Seychelles) | Éditions Arthée | 104 p.      | Teatro | 978-99931-846-2-1 |
| 2012 | Soleils invincibles | Victoria (Seychelles) | Éditions Arthée | 80 p.       | Poesia | 978-99931-846-1-4 |

## Obras traduzidas
| Ano  | Título                       | Autor              | Local      | Editor            | Comprimento | Língua             | ISBN              | Nota                                             |
| ---- | ---------------------------- | ------------------ | ---------- | ----------------- | ----------- | ------------------ | ----------------- | ------------------------------------------------ |
| 2017 | À l'affût de Dieu            | Fellinger Károly   | Paris      | Éditions du Cygne | 136 p.      | húngaro -> francês | 978-2-84924-504-0 | selecção, tradução e prefácio                    |
| 2017 | Bouria, szavak a viharban    | Denis Emorine      | Budapest   | Underground Kiadó | 73 p.       | francês -> húngaro | 978-963-12-8966-4 | edição, tradução e prefácio                      |
| 2017 | The Treasure Chest           | Károly Fellinger   | Bratislava | AB-ART            | 134 p.      | húngaro -> francês | 978-80-8087-205-2 | tradução                                         |
| 2017 | Feuilles d'automne           | Manolis Aligizakis | Paris      | Éditions du Cygne | 56 p.       | inglês -> francês  | 978-2-84924-477-7 | selecção, tradução e prefácio                    |
| 2016 | Chair impassible             | Attila F. Balázs   | Paris      | Éditions du Cygne | 86 p.       | húngaro -> francês | 978-2-84924-460-9 | selecção, tradução e prefácio                    |
| 2016 | Naissance du visage étranger | András Petőcz      | Paris      | Éditions du Cygne | 82 p.       | húngaro -> francês | 978-2-84924-447-0 | selecção, tradução (com Georges Kassai), revisão |
| 2015 | Bétonnière ivre              | Károly Fellinger   | Paris      | Éditions du Cygne | 104 p.      | húngaro -> francês | 978-2-84924-428-9 | selecção, tradução e prefácio                    |